# Sultan Jahan Begum
Shah Jahan Begum, född 1858, död 1930, var regerande begum (drottning) av Bhopal i Indien 1901-1926.
Hon utropades till tronarvinge vid tio års ålder 1868, när hennes mor efterträdde hennes mormor på tronen. Hon efterträdde 1901 sin mor som regerande drottning. 
Hon reformerade skattesystemet, polisen, militären, rättssystemet och fängelserna, och lät konstruera omfattande bevattningssystem för jordbruket. Hon grundade ett flertal utbildningsinrättningar, och införde gratis obligatorisk grundskola 1918. Hon är kanske mest känd för att ha reformerat hälsovårdsystemet och infört allmän vaccination. 1922 införde hon ett lokalt parlament och allmän rösträtt för detta. 
Hon närvarade vid Delhi Durbar 1911, och var ordförande för All-India Muslim Ladies' Association 1914. 
Hon abdikerade vid 67 års ålder till förmån för sin son.